# Bdellovibrio
Bdellovibrio — рід грам-негативних облігатно аеробних бактерій. Однією з найвідоміших характеристик цього роду є здатність його представників паразитувати на інших грам-негативних бактеріях, входячи до їх периплазменого простору і живлячись біополімерами, наприклад білками і нуклеїновими кислотами хазяїв. Після входу до периплазменого простору хазяїна бактерія Bdellovibrio формує структуру, відому як бделопласт, який складається як із структур паразита, так і з структур хазяїна. Клітина паразита може залишитися бездіяльною на цій стадії, не заважаючи життєздатності хазяїна. В більшості випадків, проте, Bdellovibrio пожирає свою здобич і йде далі.
Види Bdellovibrio звичайно знаходять в річковій воді або ґрунті, частіше в інтрапериплазматичному стані. Для вирощування Bdellovibrio використовують NB/500 (живильний бульйон в розбавленні 1:500) і змішують зразок з гарячим м'яким агаром та бактеріями E. coli і тримають при 30 °C протягом одного тижня.
Під мікроскопом Bdellovibrio виглядає рухома бактерія у формі палички або коми, приблизно 0,3-0,5 на 0,5-1,4 µм за розміром з ледве видимим джгутиком. Колонії Bdellovibrio виглядають як прозорі плями на поверхні агару з бактеріями E. coli.
Інша відома особливість Bdellovibrio — футляр, який покриває його джгутик. Це рідкісна властивість серед бактерій. Джгутик зупиняє свою роботу після того, як Bdellovibrio прикріплюється до своєї жертви. У деяких випадках джгутик втрачається, у інших він стирчить із зовнішньої мембрани клітини «здобичі».
Bdellovibrio нападає на інших грам-негативних бактерій, зіштовхуючись з ними із швидкостями до 160 µм/сек: понад 100 разів їх довжина за секунду! Після зіткнення Bdellovibrio прикліпляється до зовнішньої мембрани клітини здобичі і створює отвір в цій мембрані, через який клітина Bdellovibrio входить до периплазменого простору клітини-хазяїна. Усередині периплазми клітина Bdellovibrio запечатує отвір у мембрані і перетворює клітину хазяїна на сферобласт, який у цьому випадку називається бделопластом. Клітина Bdellovibrio використовує гідролітичні ферменти для руйнування молекул клітини хазяїна, які вона використовує для створення нитки з кількох нових клітин Bdellovibrio. Коли поживні речовини клітини хазяїна виснажені, нитка відділяється, формуючи нащадків Bdellovibrio. Нащадки стають рухомими перед тим, як вони зруйнують клітину хазяїна і виходять до оточення. Повний життєвий цикл займає від одної до трьох годин, і приводить до утворення 3-6 клітин-нащадків з єдиної клітини E. coli.
Bdellovibrio bacteriovorus був вперше описаний Столпом і Старром (Stolp and Starr) у 1963 році. Ще два види, Bdellovibrio starrii та Bdellovibrio stolpii, були перенесені до окремого роду Bacteriovorax.

## Використання
Британські вчені з Університету Ноттінгема і Імперського коледжу провели дослідження, в результаті яких їм вдалося використати Bdellovibrio bacteriovorus як живий антибіотик для боротьби з інфекцією Шигелла. Введення бактерії суттєво зменшували кількість вірусів. Після успішних дослідів на рибі можливі будуть експерименти на організмі людини. [Архівовано 27 листопада 2016 у Wayback Machine.]